# Jiusi (sockenhuvudort i Kina, Hubei Sheng, lat 29,43, long 109,26)
Jiusi (kinesiska: 旧司, 旧司乡) är en sockenhuvudort i Kina. Den ligger i provinsen Hubei, i den centrala delen av landet, omkring 500 kilometer väster om provinshuvudstaden Wuhan. Antalet invånare är 32 050. Befolkningen består av 15 718 kvinnor och 16 332 män. Barn under 15 år utgör 20,0 %, vuxna 15-64 år 67 %, och äldre över 65 år 11,0 %.
Runt Jiusi är det ganska tätbefolkat, med 144 invånare per kvadratkilometer. Närmaste större samhälle är Xiangfeng, 16,5 km nordost om Jiusi. I omgivningarna runt Jiusi växer huvudsakligen savannskog.
Genomsnittlig årsnederbörd är 1 681 millimeter. Den regnigaste månaden är maj, med i genomsnitt 292 mm nederbörd, och den torraste är december, med 20 mm nederbörd.